# Goldbagger

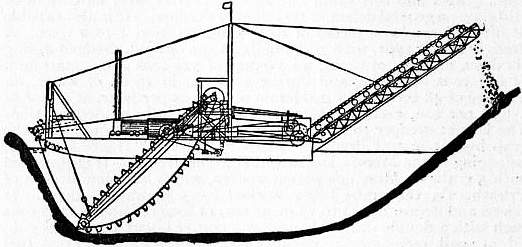
Skizze eines einfachen, offenen Goldbaggers (EB, 1911)

Ein Goldbagger (englisch gold dredge) ist ein Schwimmbagger (Nassbagger) mit integrierter Aufbereitungsanlage, eingesetzt zum Waschen von Gold aus Seifenlagerstätten, d. h. aus alluvialem Untergrund (fluviale Sedimente, Geschiebe, Kies, Sand, Schlamm) im Bett oder Uferbereich eines goldführenden Gewässers.
Ihre Blütezeit erlebten solche Bagger im frühen 20. Jahrhundert in Fortsetzung der Goldrausch-Ära des 19. Jahrhunderts, als die mühsame Handarbeit tausender Goldschürfer im Rahmen der Industrialisierung zunehmend durch leistungsfähige Maschinen unterstützt wurde. Mit zurückgehenden Erträgen und Preisen verschwanden die großen Bagger Mitte des 20. Jahrhunderts weitgehend aus den ehemaligen Goldregionen des westlichen Nordamerika, in anderen Ländern der Welt werden sie aber bis heute in verschiedenen Größen eingesetzt.
Ähnliche Seifenbagger werden neben Gold auch zur Gewinnung von anderen Metallen (bzw. Erzen), Mineralien und Schmucksteinen (insbes. Diamanten) eingesetzt, die in einigen Seifenlagerstätten in bauwürdiger Konzentration auftreten. Bei den Metallen ist insbesondere Zinn (meist als Kassiterit) zu nennen, aber auch Titan (meist als Ilmenit oder Rutil), Zirkon, Wolfram, Platin und diverse andere.

## Technik

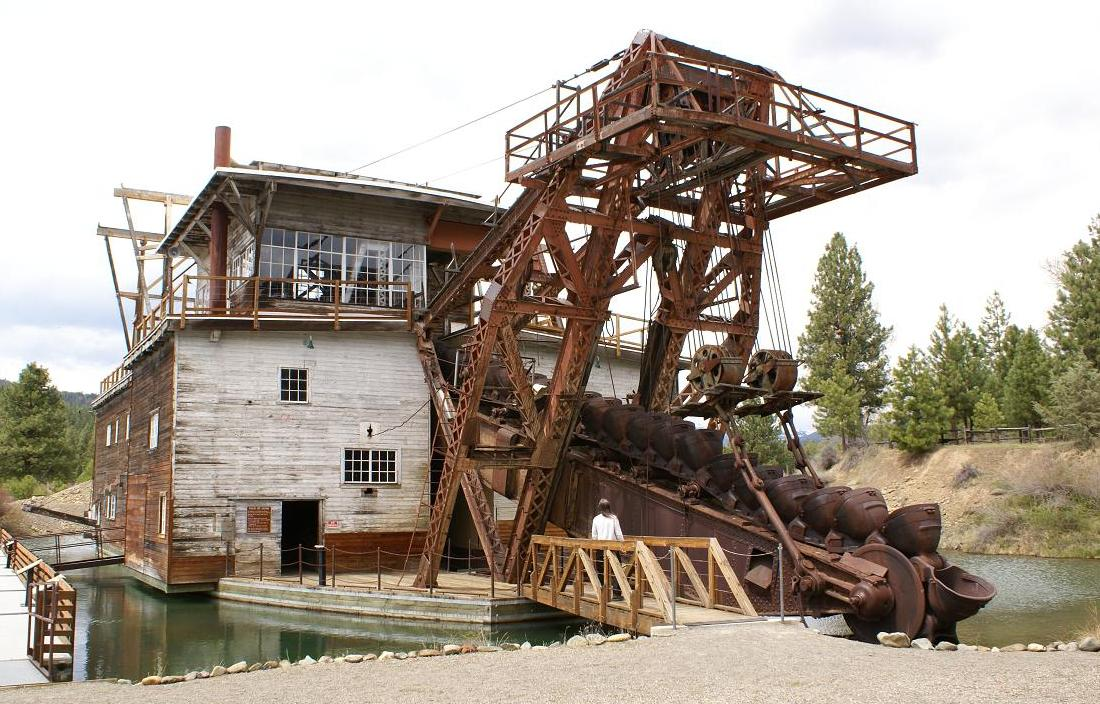
Bagger im Sumpter Valley, Oregon, USA
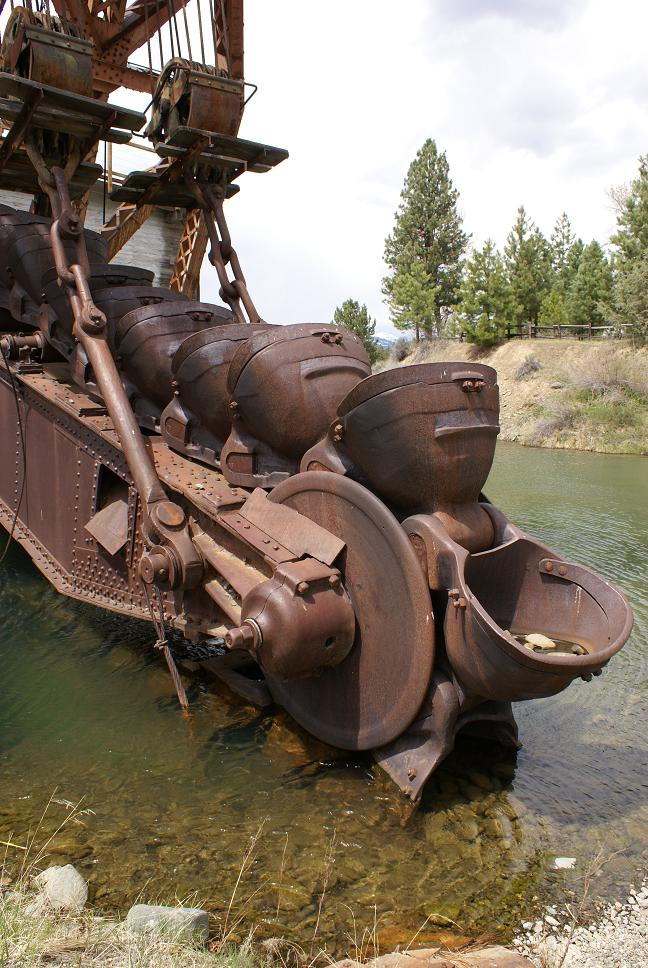
Detail Eimerkette
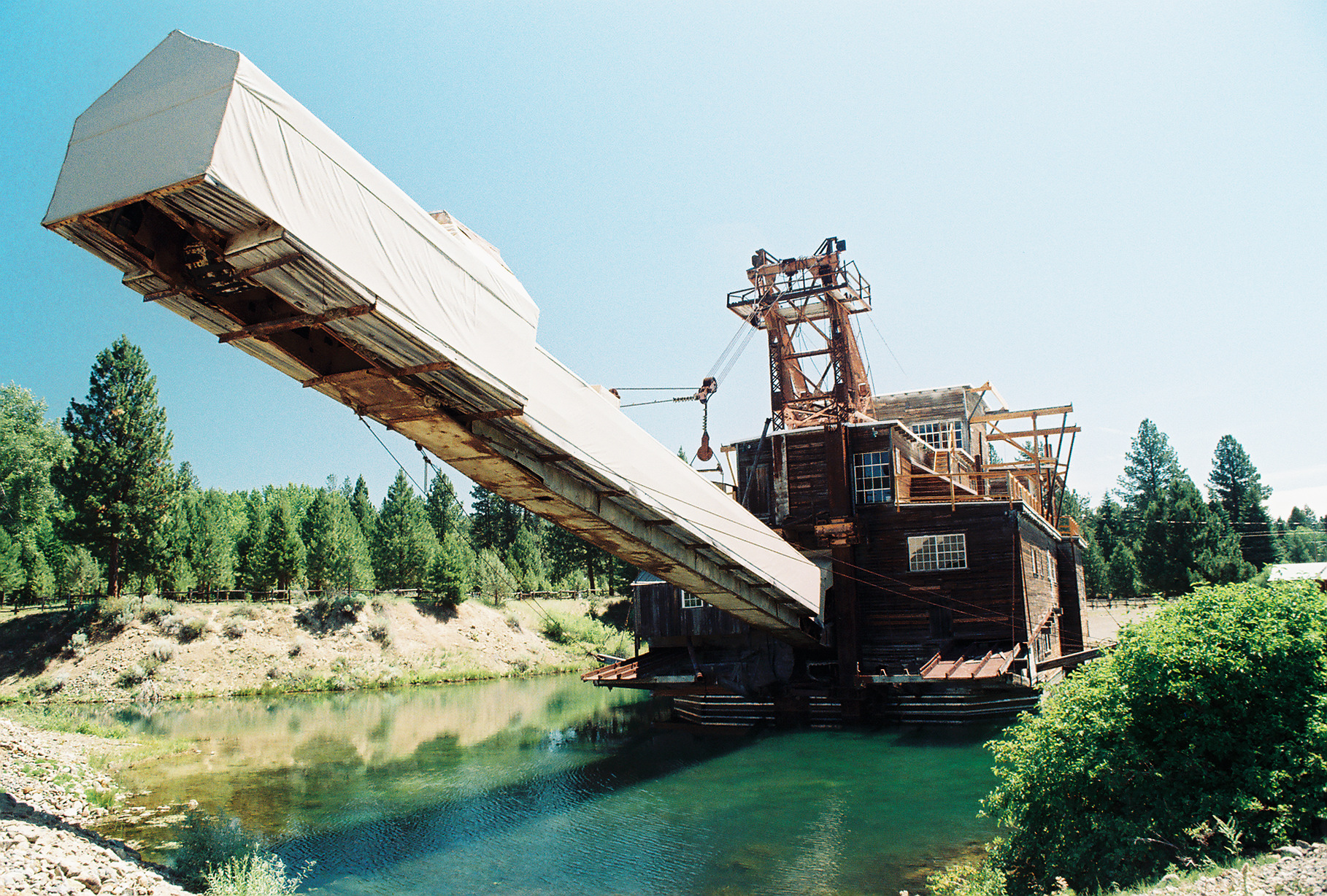
Detail Absetzer-Ausleger

### Aufbau und Funktionsweise
Für seinen schwimmenden Einsatz wird ein Nassbagger auf einem Ponton montiert. Da sich der Bagger bei seiner Arbeit kaum vorwärtsbewegt, hat er keine stromlinienförmige Schiffsform, sondern einen eher rechteckigen, an der Funktion orientierten Grundriss. In der Regel erhält der Bagger eine Wetterschutzverkleidung, so dass er eher wie ein schwimmendes Fabrikgebäude als ein Schiff aussieht. Der Bagger hat auch keinen eigenen Antrieb für die Fortbewegung, sondern wird gezogen. Der Antrieb der Maschinen im Inneren erfolgte bei den ersten Goldbaggern per Dampfmaschine, später per Elektro- oder Verbrennungsmotor. In seltenen Fällen, bei Einsatz in einem Fließgewässer mit ausreichender Strömung, erfolgte der Maschinenantrieb über seitlich am Bagger angebrachte Wasserräder, ähnlich einer Schiffmühle.
Zur stetigen Förderung des aluvialen Materials verfügt der Goldbagger auf der Vorderseite über den eigentlichen Bagger. Hierbei handelt es sich bei der klassischen Bauweise um einen Eimerkettenbagger. In neuerer Zeit werden statt Eimerkettenbaggern vielfach kleinere Saugbagger (oft mit Schneidkopf) eingesetzt.
Der Bagger wirft das Material direkt in eine Aufbereitungsanlage, bestehend aus einer Siebtrommel für die Vorsortierung und einer oder mehreren Waschrinnen oder anderer Sichter für die Abtrennung des Goldes.
Nach der Abtrennung des Goldes wird das ausgewaschene Material (Waschberge, Tailings, Abgang) an der Rückseite des Baggers mit einem Absetzer mit einem langen Ausleger wieder ausgeworfen. Das grobe Geröll aus der Trommel wird in der Regel getrennt vom Feinanteil abgesetzt, eine Durchmischung begünstigt allerdings eine schnelle Rekultivierung.

### Einsatzumgebung

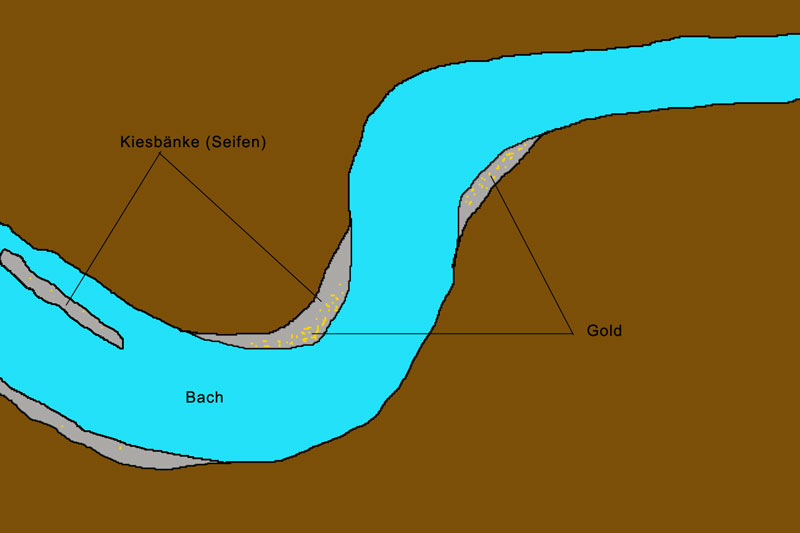
Typische Goldlagerstätten in Flussseifen
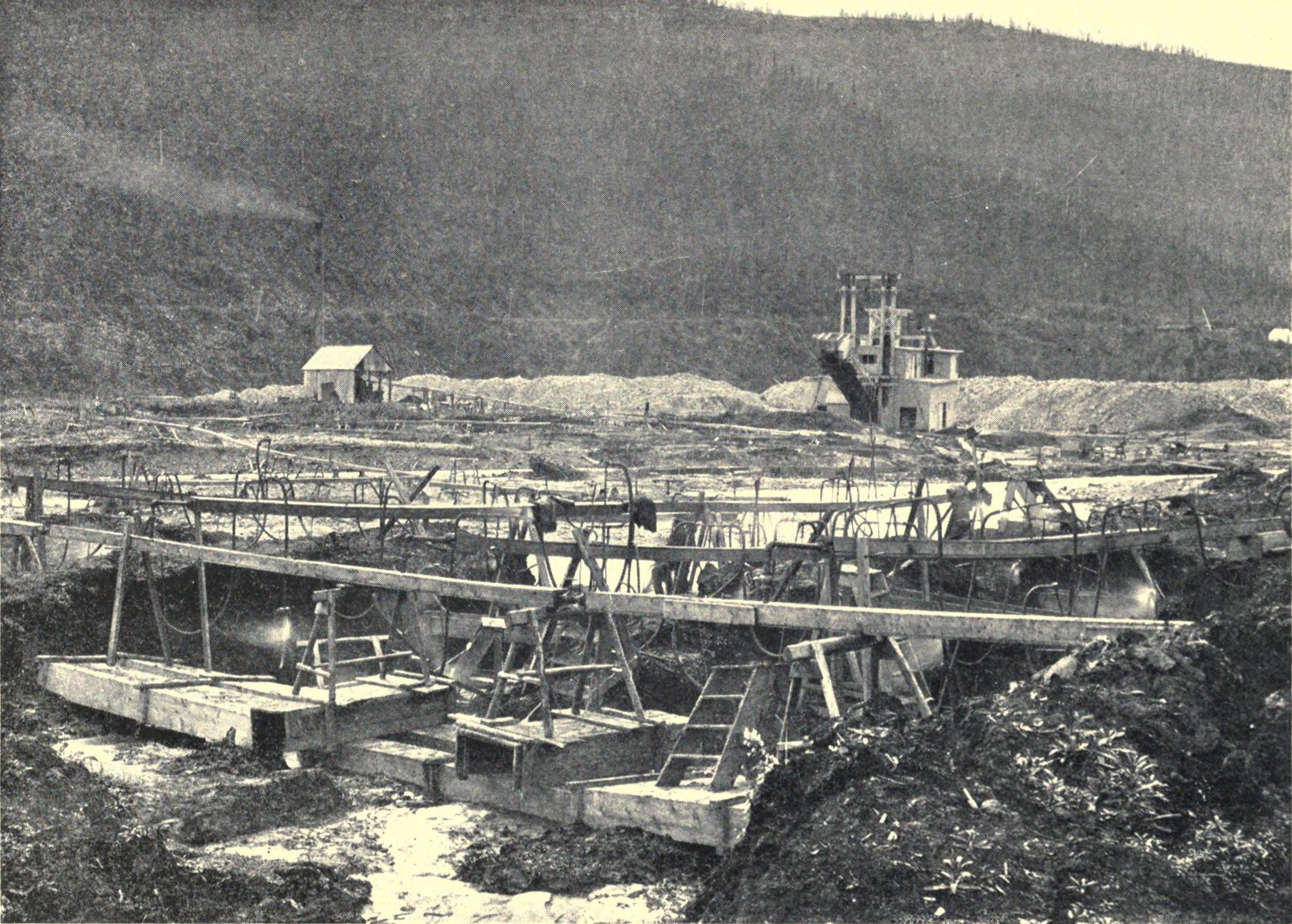
Auftauen des Permafrostbodens im Vorfeld des Baggers mittels Dampf
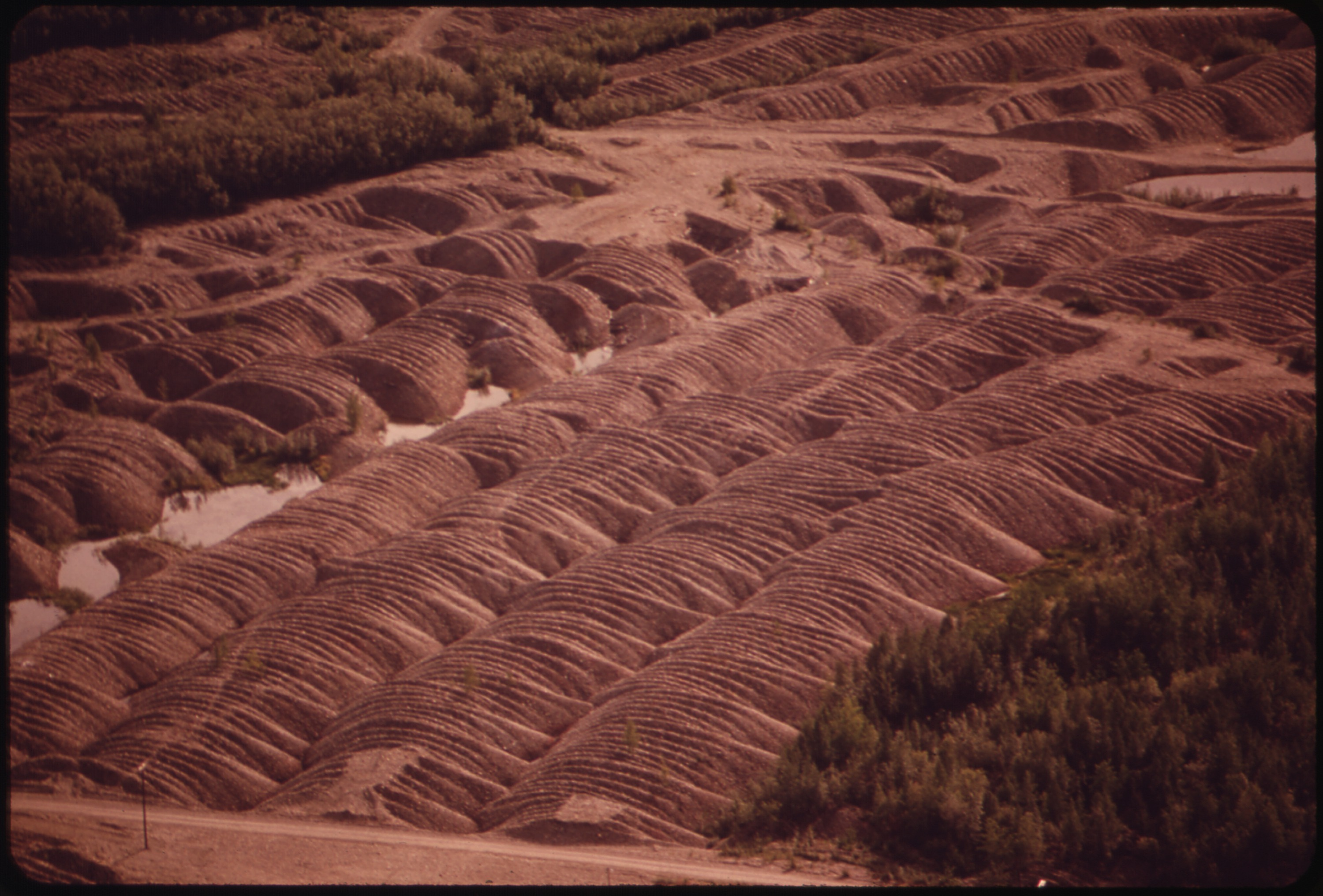
Typische „Krokodile“, hinterlassen von einem Goldbagger

Das Gold in Seifenlagerstätten stammt ursprünglich aus Primärlagerstätten, die sich vor allem in tektonisch und hydrothermal sehr aktiven Zonen der Erde finden. Durch Wasser werden die Verwitterungsprodukte solcher Lagerstätten im Gebirge herausgewaschen und durch Bäche und Flüsse bergab transportiert, wo sich das schwere Gold in Ruhezonen des Gewässers in Seifen als Sekundärlagerstätte ablagert und aufkonzentriert. Solche Sekundärlagerstätten finden sich in Sand- und Schotterbänken, in Terrassen und in Mäanderschlingen goldführender Flüsse, seltener auch an Stränden von Seen oder sogar Meeren (letzteres z. B. bei Nome, Alaska).
Zur Gewinnung der Seife arbeitet der Bagger entweder direkt im natürlichen Gewässer (soweit es die Wassertiefe und die Reichweite des Baggers erlaubt) oder einem eigens für den Bagger angelegten Baggersee neben dem eigentlichen Gewässer. Im Extremfall ist das Baggerloch nicht viel größer als der Bagger selbst; das Material, das der Bagger vorn wegnimmt, wirft er hinter sich wieder aus, und so „frisst“ sich der Bagger durch den Untergrund – das Baggerloch wandert mit dem Bagger. Durch das Hin- und Herschwenken und die langsame Vorwärtsbewegung des Baggers entstehen hinter dem Bagger typische, wulstartige Aufschüttungen im Gelände („Bananen“, „Krokodil“), an denen oft noch viele Jahrzehnte später die Spur des Baggers erkennbar ist, wenn keine Rekultivierung erfolgt.
In Einsatzregionen mit Permafrostboden (Alaska/USA, Yukon/Kanada, Sibirien/Russland, …) war es oft notwendig, den gefrorenen Untergrund im Vorfeld des Baggers erst mittels Dampf-Lanzen aufzutauen, bevor der Bagger das Material fördern konnte (siehe Bild).
Wegen der abgelegenen Einsatzorte und ihrer großen Abmessungen und Gewichte werden Goldbagger üblicherweise in einer Maschinenbaufabrik vormontiert, in Baugruppen als Schwertransport zum Einsatzort transportiert und dort fertig zusammengesetzt.

### Leistungsdaten
Der derzeit größte in Betrieb befindliche Goldbagger der Welt, die Kanieri in Neuseeland, erreicht mit Auslegern eine Länge von 170 Metern und kann bis zu 30 Meter tief graben. Ohne Ausleger hat der Bagger Abmessungen von 80 × 36 × 30 Meter. Das Gesamtgewicht beträgt 3500 Tonnen. Ein einzelner Eimer fasst 560 Liter an Material, die Förderleistung des Baggers beträgt bis zu 850 Kubikmeter in der Stunde.
Der ehemals größte Goldbagger der westlichen Welt, zunächst betrieben durch die Austral Malay Tin Ltd. am Clutha River/Mata-Au in Neuseeland ab 1938, war mit einer Länge von 176 Meter ähnlich groß wie die Kanieri, jedoch noch deutlich schwerer. Er verfügte über zwei Absetzer. 1952 wurde der Bagger zur Gewinnung von Zinn nach Malaysia versetzt. In der Nähe, bei Batu Gajah im Bundesstaat Perak, ist heute ein ähnlich großer Zinnbagger (Größe 75 m × 35 m; Gewicht 4500 Tonnen) aus derselben Ära als Museumsobjekt zu besichtigen.
Der größte jemals gebaute Goldbagger der Welt wurde 1969 von der russischen Schwermaschinenfabrik Irkutsk (Иркутский завод тяжёлого машиностроения) für den Einsatz im Goldfeld Marakan nahe Bodaibo hergestellt. Der Bagger vom Typ 600D hatte ein Arbeitsgewicht von fast 11000 Tonnen und eine Größe von 236 m × 50 m (ohne Ausleger). Seine Eimer fassten je 600 Liter und er konnte 50 Meter tief graben.
Unter günstigsten Voraussetzungen kann ein einziger Bagger eine Ausbeute von bis zu 800 Feinunzen (25 Kilogramm) Gold pro Tag erzielen, dies entspricht dem typischen Ertrag von mehr als Zehntausend Goldschürfern mit traditionellen Waschpfannen. Ein moderner Großbagger in der Mongolei, am Fluss Tuul, fördert mehr als 1 Tonne Gold pro Jahr.

## Geschichte

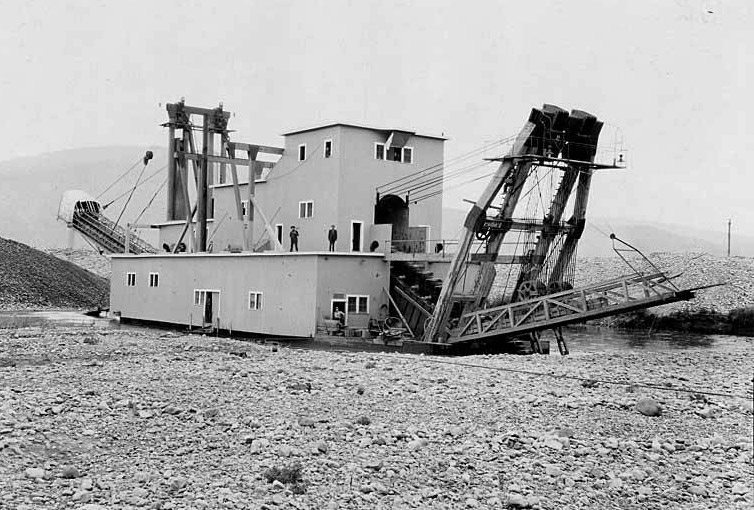
Goldbagger am Klondike (1913)

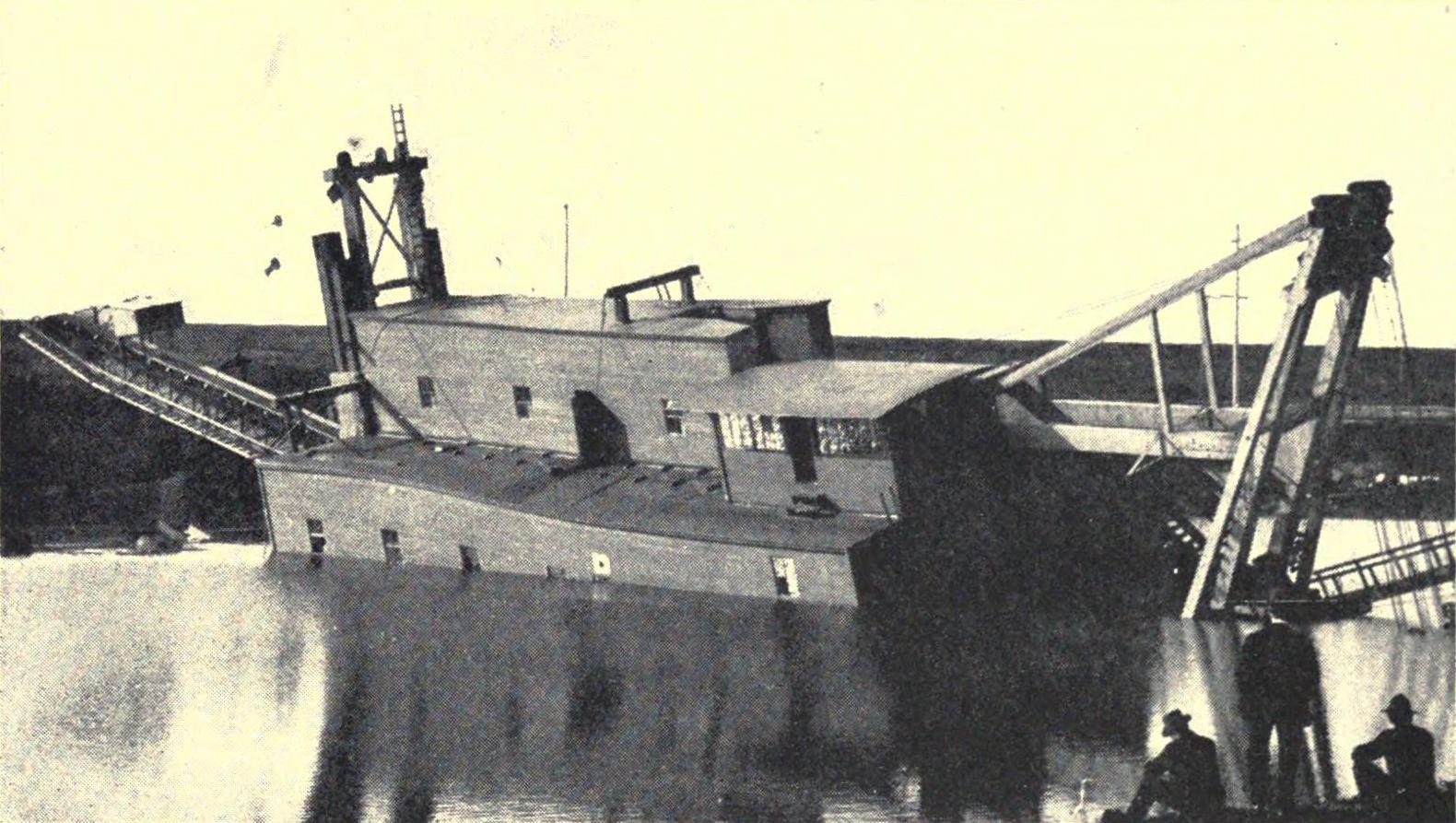
Aufgegebener Bagger bei Nome, Alaska (1908)

Goldbagger wurden in Neuseeland im Rahmen des Goldrausches in Otago entwickelt. Erste Versuche, abgeleitet von Schwimmbaggern, wie sie zum Ausbaggern von Fahrrinnen, Kanälen oder Hafenbecken in der Schifffahrt eingesetzt wurden, gab es bereits ab 1863. Der erste leistungsfähige Goldbagger Dunedin arbeitete von 1881 bis 1901 am Clutha River/Mata-Au. Durch den großen Erfolg verbreitete sich die Technik schnell, zunächst in die neuseeländische Goldregion an der Westküste und ab den 1890er-Jahren auch in alle anderen Goldregionen der Welt. Auf dem Höhepunkt der Verbreitung (um 1920) waren weltweit Hunderte von großen Goldbaggern im Einsatz, allein etwa 200 in Neuseeland, etwa 120 in den Vereinigten Staaten (davon 60 in Kalifornien, 42 in Alaska, weitere in Colorado, Montana, …), aber auch in Kanada (etwa 25 im Yukon-Territorium), Australien, Russland (z. B. Uralregion, bei Kachkanar, Sibirien, …), auf Papua-Neuguinea (Bulolo, Morobe Province) und in verschiedenen anderen Ländern Südamerikas, Asiens und Afrikas.
Auch in Deutschland wurde im Rahmen der Autarkiebestrebungen des NS-Regimes von 1939 bis 1943 der Versuch unternommen, mit dem Bagger Rheingold Gold aus dem Rhein zu gewinnen. Der Erfolg war allerdings mäßig: In den vier Jahren seines Betriebes förderte der Bagger nur rund 300 Gramm Gold. Angeblich wurden etwa 30 Gramm hiervon verwendet, um einen Nibelungenring für Hermann Göring herzustellen. Der Ring – wenn er je existiert hat – ist verschollen. Die ehemalige Arbeitsstätte des Baggers nahe Rastatt ist heute als Goldkanal bekannt.
In einigen Ländern der Welt, in Südamerika (Peru, Brasilien, Guyana, Kolumbien, …), Asien (Russland, China, Mongolei, Papua-Neuguinea, …) und Afrika (Sierra Leone, …), sind bis heute traditionelle Goldbagger verschiedener Größen im Einsatz.

### Erhaltene historische Exemplare
Oft wurden Goldbagger, wenn der Betrieb unwirtschaftlich wurde, einfach an ihrem letzten Standort – meist in einem entlegenen Tal weitab von der nächsten Siedlung – zurückgelassen und dem Verfall preisgegeben. Die Mehrzahl der Bagger ist so mit der Zeit verrottet und allenfalls als Ruine erhalten.
Einige wenige Bagger wurden aufgrund günstiger klimatischer oder örtlicher Bedingungen konserviert und sind bis heute in teilweise gutem Zustand erhalten, oft als Industriedenkmal geschützt und/oder als Touristenattraktion zu besichtigen.
Die folgende Liste enthält – ohne Anspruch auf Vollständigkeit – einige bekannte Goldbagger:
| Staat              | Region            | Name | Standort | Beschreibung | Bild         |
| ------------------ | ----------------- | --- | --- | --- | ------------ |
| Australien         | Victoria          | Eldorado Dredge (Cock's Dredge) | ca. 20 km östlich von Wangaratta bei Eldorado im Reedy Creek (36° 18′ 50,1″ S, 146° 30′ 11,4″ O) | Betrieb von 1936 bis 1954 durch die Cocks El Dorado Gold Dredging Company; Gesamtausbeute 70.664 oz. Gold und 1.383 t Zinn. Heute Museum. |              |
| Kanada             | Yukon             | Dawson Dredge (Dredge No. 4) | im Bonanza Creek nahe Dawson City (63° 56′ 37″ N, 139° 20′ 8,2″ W) | Heute National Historic Site (siehe Liste) |              |
| Kanada             | Yukon             | Beets Dredge | im Eureka Creek nahe Dawson | Einziger in Betrieb befindlicher Goldbagger Nordamerikas, regelmäßig zu sehen in der TV-Serie Goldrausch in Alaska |              |
| Malaysia           | Perak             | Tanjung Tualang Dredge No. 5 | südlich von Batu Gajah (4° 23′ 48,9″ N, 101° 3′ 11,5″ O) | Ehemaliger Goldbagger, betrieben in Neuseeland ab 1938, um 1960 nach Malaysia zur Gewinnung von Zinn versetzt, dort betrieben bis 1982. Heute zu besichtigen. |              |
| Neuseeland         | Region West Coast | Ngahere Dredge („Kanieri“) | im Grey River/Māwheranui Valley zwischen Ngahere und Blackball (42° 23′ 12,2″ S, 171° 26′ 7,4″ O) | Erbaut 1937 von der Kaniere Gold Dredging Company Ltd, von 1938 bis 1953 in Betrieb nahe Hokitika, ab 1989 wieder in Betrieb bei Ikamatua am Grey River/Māwheranui. Bis heute in Betrieb.                                                                                                |              |
| Neuseeland         | Region West Coast | südlich von Reefton im Carton Creek | | |              |
| Vereinigte Staaten | Alaska            | Coal Creek Dredge | im Yukon-Charley Rivers National Preserve im Coal Creek (65° 19′ 57,4″ N, 143° 6′ 26″ W) | Heute Bestandteil eines Registered Historic Place (siehe Liste) |              |
| Vereinigte Staaten | Alaska            | Mosquito Fork Dredge (Lost Chicken Dredge, Cowden Dredge) | östlich von Chicken im Lost Chicken Creek, nahe der Mündung des Mosquito Fork Rivers (64° 3′ 53,3″ N, 141° 47′ 0,4″ W) | Ab 1936 nur zwei Jahre betrieben durch die Alaska Gold Dredging Corporation und die Northern Commercial Company. Heute Ruine. |              |
| Vereinigte Staaten | Alaska            | Pedro Dredge (Dredge No. 4) | in der Southeast Fairbanks Census Area nahe Chicken im Chicken Gold Camp (64° 4′ 24″ N, 141° 56′ 15″ W) | Betrieben von der Fairbanks Exploration Company (F. E. Co.) von 1938 bis 1958 im Pedro Creek nördlich von Fairbanks. Im Jahre 1998 als Museumsbestandteil zum Chicken Gold Camp versetzt. Seit 2006 Registered Historic Place (siehe Liste)                                              |              |
| Vereinigte Staaten | Alaska            | Swanberg Dredge | östlich von Nome (64° 29′ 33,4″ N, 165° 21′ 57,3″ W) | Heute Registered Historic Place (siehe Liste) |              |
| Vereinigte Staaten | Alaska            | Jack Wade Dredge (Dredge No. 1) | im Wade Creek nahe Jack Wade, Southeast Fairbanks Census Area (64° 8′ 3,5″ N, 141° 30′ 42,8″ W) | Ab 1907 in Betrieb, zunächst im Butte Creek, später im Walker Fork. 1935 gekauft durch die North American Mining Company, in Betrieb im Wade Creek bis 1942. Ruine wurde 2003 wegen Baufälligkeit gesperrt, später zerlegt und nach Chicken gebracht, wo Teile ausgestellt werden sollen |              |
| Vereinigte Staaten | Alaska            | Fairbanks Exploration Company Dredges: - Fairbanks Creek Dredge (No. 2) - Chatanika Dredge (No. 3) - Dome Creek Dredge (No. 5) - Goldstream Dredge (No. 8) - Cripple Creek Dredge (No. 10) | im Distrikt Fairbanks im Fairbanks North Star Borough: - No. 2: im Fairbanks Creek (65° 2′ 34,7″ N, 147° 5′ 36,2″ W) - No. 3: nahe Chatanika (65° 6′ 50,5″ N, 147° 30′ 23,3″ W) - No. 5: im Upper Dome Creek nördlich von Fox (65° 1′ 46,6″ N, 147° 34′ 34,6″ W) - No. 8: im Goldstream Creek südwestlich von Fox (64° 56′ 13,7″ N, 147° 39′ 27,2″ W) - No. 10: im Cripple Creek südlich von Ester (64° 50′ 19,1″ N, 147° 59′ 8,1″ W) | Mehrere Bagger heute verzeichnet im National Register of Historic Places (siehe Liste) | Dredge No. 8 |
| Vereinigte Staaten | Idaho             | Yankee Fork Dredge | nahe Custer, Custer County (44° 22′ 39,3″ N, 114° 43′ 21,6″ W) | Seit 1976 Registered Historic Place als Teil eines Museumsparkes |              |
| Vereinigte Staaten | Kalifornien       | Yuba Dredges - No. 17 - No. 21 | östlich von Marysville, Yuba County im Yuba River - No. 17: - No. 21: 39° 10′ 34,4″ N, 121° 27′ 30,9″ W | - No. 17: 1917 bis 1967, Wiederinbetriebnahme 2008 - No. 21: 1916 bis 1988, 2003 gesunken. |              |
| Vereinigte Staaten | Kalifornien       | Tuolumne Dredge | nahe La Grange, Stanislaus County (37° 38′ 0,2″ N, 120° 28′ 37,2″ W) | Betrieb 1938 bis 1952. Heute Ruine, geschützt als Registered Historic Place |              |
| Vereinigte Staaten | Montana           | Alder Gulch Dredge | im Alder Gulch, nahe Virginia City, Madison County (45° 18′ 18,7″ N, 111° 57′ 56,4″ W) | Einer von ehemals fünf Baggern, die zwischen 1899 und 1920 hier betrieben wurden |              |
| Vereinigte Staaten | Oregon            | Sumpter Valley Dredge | nahe Sumpter, Baker County (44° 44′ 33″ N, 118° 12′ 14,8″ W) | Heute Teil eines Museumsparks und Registered Historic Place (siehe Liste) |              |

- Karte mit allen Koordinaten:
- OSM |
- WikiMap